# Leptobrachella dushanensis
Leptobrachella dushanensis — вид жаб родини азійських часничниць (Megophryidae). Описаний у 2024 році.

## Поширення
Ендемік Китаю. Вид був знайдений лише в повіті Душань Цяньнань-Буї-Мяоської автономної префектури провінції Гуйчжоу на півдні Китаю. Зафіксовані висоти коливаються від 1000 м до 1200 м.

## Назва
Видова назва dushanensis відноситься до поширення цього виду в повіті Душань.

## Опис
Leptobrachella dushanensis можна відрізнити від родичів за поєднанням таких ознак: тіло середнього розміру у самців (SVL 31,9 — 32,9 мм); чіткі чорні плями на боках; пальці рудиментарно перетинчасті, з широкими бічними бахромами; шкіра на спині шагренева з дрібними гранулами та короткими виступами; п'яти перекриваються, коли стегна розташовані під прямим кутом до тіла; великогомілково-тарзальний суглоб досягає внутрішнього кута ока.